# Scapogoephanes usambaricus
Scapogoephanes usambaricus là một loài bọ cánh cứng trong họ Cerambycidae.